# Robert Thomas (Eishockeyspieler)
Robert Thomas (* 2. Juli 1999 in Aurora, Ontario) ist ein kanadischer Eishockeyspieler, der seit September 2017 bei den St. Louis Blues in der National Hockey League unter Vertrag steht. Mit dem Team gewann er in den Playoffs 2019 den Stanley Cup.

## Karriere
Robert Thomas spielte in seiner Jugend unter anderem für die York Simcoe Express, bevor er 2015 in der Priority Selection der Ontario Hockey League (OHL) an 25. Position von den London Knights ausgewählt wurde. In der Folge lief der Center mit Beginn der Saison 2015/16 in der ranghöchsten Juniorenliga seiner Heimatprovinz auf und gewann mit den Knights am Ende der Spielzeit prompt die OHL-Playoffs um den J. Ross Robertson Cup. Auch die anschließende Teilnahme am Memorial Cup 2016 gestaltete die Mannschaft siegreich. In seinem zweiten Jahr in London steigerte der Kanadier seine persönliche Statistik deutlich auf 66 Scorerpunkte aus 66 Spielen, sodass er im anschließenden NHL Entry Draft 2017 an 20. Stelle von den St. Louis Blues berücksichtigt wurde. Vorerst kehrte er jedoch für eine letzte Spielzeit in die OHL zurück, wobei er von den Knights im Januar 2018 im Rahmen eines größeren Tauschgeschäfts an die Hamilton Bulldogs abgegeben wurde. Mit den Bulldogs gewann der Center im Anschluss seinen zweiten J. Ross Robertson Cup, während er seine Mannschaft mit 32 Scorerpunkten anführte und infolgedessen mit dem Wayne Gretzky 99 Award als MVP der Playoffs ausgezeichnet wurde.
Bereits im September 2017 hatte Thomas einen Einstiegsvertrag bei den St. Louis Blues unterzeichnet, bevor er sich im Rahmen der Vorbereitung auf die Saison 2018/19 einen Platz in deren Aufgebot erspielte. In der Folge debütierte er im Oktober 2018 in der National Hockey League (NHL). Am Ende seiner ersten kompletten NHL-Spielzeit gewann er mit dem Team in den Playoffs 2019 den Stanley Cup.
Im September 2021 unterzeichnete Thomas als Restricted Free Agent einen neuen Zweijahresvertrag in St. Louis, der ihm ein durchschnittliches Jahresgehalt von 2,8 Millionen US-Dollar einbringen soll. In der anschließenden Saison 2021/22 steigerte er seine persönliche Statistik deutlich auf 77 Punkte aus 72 Partien, sodass er auch erstmals einen Punkteschnitt von über 1,0 pro Spiel erreichte.

### International
Erste internationale Erfahrungen sammelte Thomas im Rahmen der World U-17 Hockey Challenge 2015, bei der er mit dem Team Canada White die Goldmedaille gewann. Auf U18-Niveau wurde er in der Folge nicht berücksichtigt, bevor der Angreifer die kanadische U20-Nationalmannschaft bei der U20-Weltmeisterschaft 2018 vertrat und dort ebenfalls die Goldmedaille errang.

## Erfolge und Auszeichnungen
| - 2016 J.-Ross-Robertson-Cup-Gewinn mit den London Knights - 2016 Memorial-Cup-Gewinn mit den London Knights - 2018 J.-Ross-Robertson-Cup-Gewinn mit den Hamilton Bulldogs | - 2018 Wayne Gretzky 99 Award - 2019 Stanley-Cup-Gewinn mit den St. Louis Blues - 2024 Teilnahme am NHL All-Star Game |

### International
- 2015 Goldmedaille bei der World U-17 Hockey Challenge
- 2018 Goldmedaille bei der U20-Junioren-Weltmeisterschaft

## Karrierestatistik
Stand: Ende der Saison 2024/25

### International
Vertrat Kanada bei:
- World U-17 Hockey Challenge 2015
- U20-Junioren-Weltmeisterschaft 2018

(Legende zur Spielerstatistik: Sp oder GP = absolvierte Spiele; T oder G = erzielte Tore; V oder A = erzielte Assists; Pkt oder Pts = erzielte Scorerpunkte; SM oder PIM = erhaltene Strafminuten; +/− = Plus/Minus-Bilanz; PP = erzielte Überzahltore; SH = erzielte Unterzahltore; GW = erzielte Siegtore; 1 Play-downs/Relegation; Kursiv: Statistik nicht vollständig)